# The Queen
The Queen er en britisk biografisk film fra 2006 instrueret af Stephen Frears og produceret af Scott Rudin. Filmen har Helen Mirren i titelrollen som den britiske dronning Elizabeth 2. Desuden medvirker Michael Sheen og James Cromwell.
Filmen var nomineret til seks Oscars, bl.a. for bedste film og bedste instruktør (Stephen Frears), men vandt en Oscar for bedste kvindelige hovedrolle (Helen Mirren).

## Medvirkende
- Helen Mirren
- Michael Sheen
- James Cromwell
- Helen McCrory
- Alex Jennings
- Roger Allam
- Sylvia Syms